# Biała Góra (województwo warmińsko-mazurskie)
Biała Góra – kolonia w Polsce położona w województwie warmińsko-mazurskim, w powiecie iławskim, w gminie Lubawa.
W latach 1975–1998 miejscowość administracyjnie należała do województwa olsztyńskiego. W 1921 roku stacjonowała tu placówka 13 batalionu celnego.